# Vieira de Leiria
Vieira de Leiria é uma vila portuguesa, sede da Freguesia de Vieira de Leiria do Município da Marinha Grande, freguesia com 42,5 km² de área e 5406 habitantes (censo de 2021), tendo por isso uma densidade populacional de 127,2 hab./km².
A povoação de Vieira de Leiria foi elevada à categoria de vila em 1985.
A área desta freguesia é constituída por dois elementos geológicos. Um deles, representado por uma cobertura de areias de praia e de areias e dunas, ocupa toda a faixa litoral. Podem também ser incluídos neste conjunto moderno as aluviões do rio Lis. Na margem sul deste rio, entre as dunas do litoral, a faixa aluvial é muito estreita e os aluviões penetram numa depressão interdunar situada junto à praia de Vieira fica perto da vila da Vieira de Leiria.
São estas condições especiais que a freguesia beneficia que permitem que haja alguma agricultura principalmente nos lugares de Bóco e da Passagem. Não sendo a lavoura uma atividade exclusiva, já que todos os agregados familiares possuem membros empregados na indústria ou no comércio, as explorações agrícolas não são de mercado mas antes de características familiares.
Nos dias 15 e 16 de outubro de 2017, Vieira de Leiria foi assolada por um grande incêndio vindo do Pinhal de Leiria, onde mais de 10 casas foram consumidas pelas chamas.

## Demografia
A população registada nos censos foi:
| Distribuição da População por Grupos Etários | Distribuição da População por Grupos Etários | Distribuição da População por Grupos Etários | Distribuição da População por Grupos Etários | Distribuição da População por Grupos Etários |
| -------------------------------------------- | -------------------------------------------- | -------------------------------------------- | -------------------------------------------- | -------------------------------------------- |
| Ano                                          | 0-14 Anos                                    | 15-24 Anos                                   | 25-64 Anos                                   | > 65 Anos                                    |
| 2001                                         | 828                                          | 766                                          | 3139                                         | 1048                                         |
| 2011                                         | 821                                          | 582                                          | 3141                                         | 1301                                         |
| 2021                                         | 647                                          | 536                                          | 2684                                         | 1539                                         |

## História
Em 1512, separou-se Monte Real da freguesia de São Tiago do Arrabalde, e constituiu, com os seus moradores, uma nova freguesia, de que também fazia parte Carvide e Vieira de Leiria.
Em 1632, o Bispo de Leiria D. Dinis de Melo e Castro separou de Monte Real o lugar de Carvide, que se constitui em nova freguesia, à qual ficou pertencendo Vieira de Leiria, que, por sua vez, se desanexou daquela em 1740, constituindo-se em freguesia.
A primeira referência documental ao nome da freguesia só aparece em 1527 no "Cadastro da População do Reino": "aldea de Carvide cõ casaes da Vieira e da Pasagem, 30". Significa que por aqui existiam 30 fogos correspondentes a uma população estimada entre 100 a 135 habitantes. Crê-se que o crescimento desta zona tenha tido lugar a partir daquela época. É que, como diz o "Couseiro" ou Memórias do Bispado de Leiria "no logar da Passagem está uma ermida, da invocação de Nossa Senhora da Ajuda, feita no ano de 1614". E "outra no logar da Vieira, da invocação de Nossa Senhora dos Milagres, imagem de vulto, feita no ano de 1615". A construção desses templos é um indício bastante para acreditar no certo grau de desenvolvimento atingido pelas duas povoações.
E essa confirmação surge no século XVIII com sinais de que Vieira de Leiria regista um crescimento paralelo ao intensificar da exploração do Pinhal. Dá-se então a criação da freguesia e dezoito anos depois, já existem 200 fogos e 600 moradores.
As principais ocupações da população estavam ligadas à mata, com especial destaque para o corte e serração de madeira e para o fabrico do pez. Existe documentação coeva que permite concluir que esta freguesia suplantava quaisquer outras localidades da periferia do pinhal que eventualmente também tivessem a serração braçal como atividade dominante. Em 1767 é inaugurada a igreja matriz de Vieira, mas em 1783 é feito um novo arco na capela-mor por se considerar demasiado pequeno o inicial. O cura era da apresentação da mitra.
O século XIX marcaria novos contornos no desenvolvimento de Vieira de Leiria polvilhando-o de altos e baixos. Primeiro, as obras de regularização do leito do Lis, depois a Invasão Francesa de 1810. Fugindo diante dela, o povo refugiou-se no Pinhal do Rei, onde escondeu os haveres que conseguiu transportar. O que não foi possível levar foi destruído ou enterrado. Mas o saldo desta invasão foi muito desfavorável para os Vieirenses. Quase metade da população foi dizimada por epidemias e mais de metade das casas foram destruídas ou danificadas pelos franceses.
Com a chegada do século XX, a Vieira vai-se tornar protagonista de uma das mais singulares migrações internas que Portugal conheceu — a dos "avieiros". O agravamento das condições de vida dos pescadores, aos quais a vila nada mais tinha para oferecer para além de um inverno rigoroso e muita fome, criou um grande fluxo migratório em dire
1. Elemento de lista numerada

ção ao Tejo. Grandes comunidades de avieiros se foram estabelecendo junto das vilas ribeirinhas, encaminhando-se depois, para o tráfego comercial fluvial e terrestre. As maiores movimentações terão ocorrido entre 1919 e 1939. Durante décadas esta gente dividiu a sua vida entre o verão em Vieira de Leiria e o inverno no Tejo, entre a arte xávega da sardinha e a arte varina do sável. Mas chegou o dia em que deixaram de regressar durante o Verão. E para sempre ficaram ligados à história do Tejo, os homens de Vieira de Leiria, os avieiros.

## Património e Localidades de Interesse Público

### Igreja matriz
A primeira ermida dedicada a Nossa Senhora dos Milagres, padroeira de Vieira de Leiria, foi erigida em 1615 (pensa-se que tenha sido construída no local onde hoje se encontra o Banco Millenium). Em 1767 é construída a atual igreja, sofrendo em 1783 um alargamento, pelo facto de a sua capela-mor ser pequena.

### Capela da Passagem
Restaurada em 2007.

### Capela Praia da Vieira
Considerada Património Civil.
Situada na Praia da Vieira, foi construída em 1973, onde existia uma pequena capela em alvenaria. Conheça a Capela dos Pescadores, um dos raros exemplares de edifícios religiosos em madeira no nosso País.

### Casas típicas
Com telhados em tons de creme e azul, pintadas de várias cores.

### Praia da Vieira
A Praia da Vieira teve origens na atividade pescatória, designadamente da "Arte Xávega", que foi desde há muito, um dos principais fatores da sua fixação populacional. De facto, a área da Xávega que se estende de Espinho até à Praia da Vieira é uma zona do litoral em que a ação do mar, do vento e das areias tornaram difícil a fixação humana. Por esta razão, o Reino incentivou o fomento da atividade das redes de arrasto que para além de garantir o sustento a numerosas famílias permitia fixar populações para a sementeira populações para a sementeira das dunas, construção necessitava de muita mão de obra. É neste contexto que se vão formando e fixando as pequenas comunidades piscatórias que ainda hoje imprimem um bulício sazonal típico e uma riqueza etnográfica inigualável. Esta atividade aglutinou à sua volta um conjunto de outras, como por exemplo, o comércio local do pescado e o crescimento de um serviço de restauração à base do peixe ali capturado, o que permite manter aquela praia como importante pólo de atração turística. Nos dias de hoje, temos constatado que a pouco e pouco se tem procurado restringir esta arte secular de pesca artesanal. Já se perdeu há muito o grito das pexinas apregoando o "carapau de corrida…". Temos que preservar o que resta. Relevante atividade turística, a sua continuidade e viabilidade são fundamentais para o bem estar de muitas famílias.

### Biblioteca de Instrução Popular
Fundada em 1 de Dezembro de 1932.
A Biblioteca de Instrução Popular é uma associação privada sem fins lucrativos, fundada a 1 de dezembro de 1932 em Vieira de Leiria. Desde a fundação tem vindo a desempenhar um importante papel na divulgação do livro e da leitura, bem como na promoção de atividades de cariz, eminentemente, cultural e recreativo.
Inicialmente, esta agremiação centrou os seus objetivos na luta contra o analfabetismo na freguesia da Vieira de Leiria, tendo sido uma das primeiras bibliotecas privadas do país.
Sendo uma Instituição privada nunca esteve de costas voltadas para a Comunidade onde se insere, e apesar dos seus 900 associados serve toda a população de Vieira de Leiria.
Possui instalações próprias há mais de cinquenta anos, sendo a atual sede composta por diversas salas e um salão polivalente.

### Rio Lis
Com origem nas proximidades do lugar de Fontes - Cortes - Leiria, a 400 metros de altitude, percorre 39,5 km até à foz, a Norte da Praia da Vieira. Desenvolve o troço inicial na região do Maciço Calcário Estremenho, com declives elevados, na ordem dos 15 - 30 %, passando rapidamente para regiões onde a cota não ultrapassa os 100m. No seu troço intermédio formam-se verdadeiras planícies aluvionares, de que são exemplo os campos do Lis.
Encontram-se classificadas na bacia 55 linhas de água.
Atravessa o concelho da Marinha Grande, particularmente a freguesia de Vieira de Leiria.
Desagua no Oceano Atlântico, formando uma pequena planície aluvial.

## Curiosidades
Na década de vinte deste século, Aquilino Ribeiro anotava no "Guia de Portugal": 
"Vieira de Leiria, com as suas fábricas de vidro e de limas. Desce-se agora para os talhões das Eirinhas semeadas de picotas, e não tarda nada que se entre na mata nacional de Leiria. A 3,7 km da Vieira, a praia de Vieira, enorme. Mulheres por vezes muito belas e robustas pintadas de verde, de azul ou de zarcão". Se mestre Aquilino ainda fosse vivo e viesse hoje a esta freguesia, continuaria a ver o vidro e as limas ainda empregarem muitos dos seus habitantes. Mas na praia, encontraria muito poucas das características habitações de madeira. Sentiria no entanto, se fosse Verão, a doçura do calor na areia e no mar e, veria sempre o azul do céu por cima do azul do mar."
Mais recentemente, é José Saramago que se refere à freguesia na sua "Viagem a Portugal": 
"…O dia está luminoso, e vivíssimo de claridade, e já se sente o mar. Em Vieira de Leiria há uma Santa Rita de Cássia seiscentista, que o viajante vai espreitar e que por si mesma merece a visita. Aí está agora a praia da Vieira, toda aberta para sul, a foz do Lis logo acima. Há barcos na praia, de curvas e afiladas proas, os longos remos postos ao través, à espreita de que a maré favoreça e haja esperança de peixe".

## Personalidades Ilustres
- Joaquim Tomé Feteira, empresário (1847-1918)
- José Loureiro Botas, escritor (1902-1963)
- Lúcio Tomé Feteira, empresário (1902-2000)
- Marco Horácio, humorista, apresentador de televisão e ator (1974-)